# Félix Léon Edoux
Félix Léon Edoux, né le 29 mai 1827 à Saint-Savin-sur-Gartempe (Vienne) et mort le 13 octobre 1910 à Paris, était un centralien et industriel français. 

## Biographie
Edoux est surtout connu pour avoir conçu un élévateur hydraulique baptisé par lui « ascenseur » dès 1867.
Il sort diplômé de l'École centrale en 1850. D'abord ingénieur aux Mines du Nord, il expérimente des combustibles puis, pour la Compagnie des chemins de fer du Midi, il est chargé d'étudier divers gisements houillers et métallifères.
Installé à Paris en tant qu'entrepreneur en travaux publics, c'est l'observation des premiers grands chantiers haussmanniens qui le conduit à imaginer un monte-fardeaux hydraulique, dont il dépose le brevet le 4 juin 1864. En effet, la construction d'immeubles de cinq à sept étages implique un système de distribution d'eau de plus en plus performant : profitant de la pression d'eau importante, Edoux imagine de canaliser celle-ci à travers un système de levage situé au sommet de l'immeuble. Les deux premiers « ascenseurs » à élévation hydraulique et à usage civil sont présentés à l'Exposition universelle de Paris en 1867, dans la galerie des machines.
En 1884, Eiffel commande à Edoux l'ascenseur qui doit relier le deuxième étage au sommet de la future tour Eiffel, et qui fonctionnera jusqu'en 1983. Par la suite, Edoux sera l'un des premiers en France à construire des ascenseurs électriques sur le modèle imaginé par le constructeur allemand Siemens AG.
Edoux ouvre ses propres ateliers de construction à Vaugirard, rue de Sèvres (future rue Lecourbe), dans l'îlot compris entre la rue François-Bonvin et la rue Miollis. La société Edoux et Cie fusionnera en 1912 avec celle de Pierre Samain, prenant alors le nom d'Edoux-Samain. La nouvelle société emploiera 700 personnes dans les ateliers de la rue Lecourbe et dans l'annexe de la rue Saint-Amand, pendant encore cinquante ans. Les ateliers seront désaffectés en 1964.
Il est fait chevalier de la Légion d'honneur en 1892.

## Liste de ses réalisations
- Ascenseurs du château de Saint-Cloud (détruits)
- Ascenseur pour 80 personnes, tour du Palais du Trocadéro, lors de l'Exposition universelle de Paris en 1878.
- Ascenseur double du 2e étage de la Tour Eiffel (1889-1983)
- Monte-charge pour les abattoirs de la Villette (Paris)
- Machinerie (une piste-piscine) du Nouveau Cirque (1885-1926) situé 251 rue Saint-Honoré (Paris)
- Rideau de fer de sécurité à traction hydroélectrique pour divers théâtres parisiens (brevet d'invention)
- Grande porte de la caserne des sapeurs pompiers de Paris (Port-Royal)
- Portes des chambres fortes de la Banque de France
- Le « basculo », scène amovible du théâtre de l'Apollo (Paris), détruit.

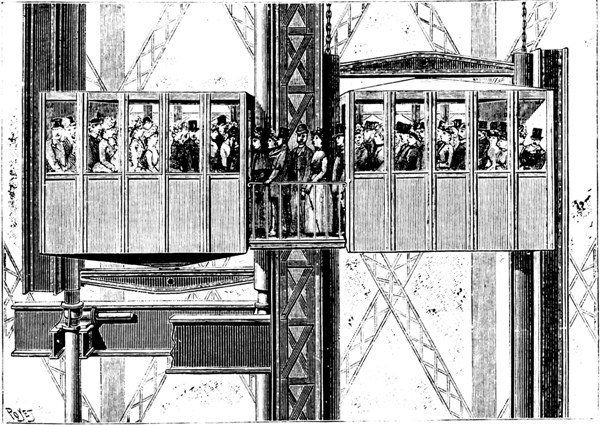
Ascenseur hydraulique double de la Tour Eiffel, remplacé en 1983
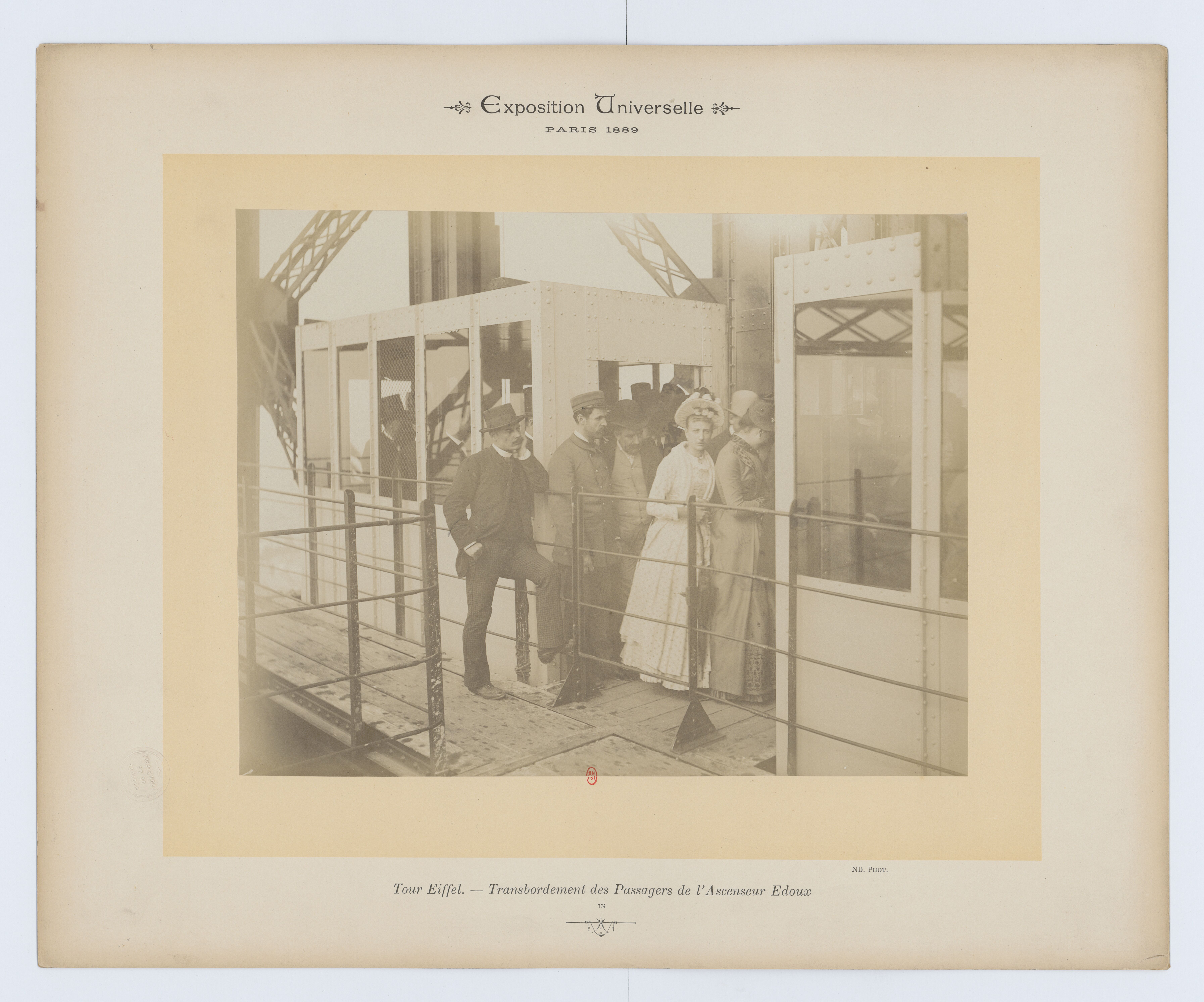
Transbordement des passagers en 1889